# Le Meridien Taichung
Der Le Meridien Taichung, auch Golden Plaza (chinesisch 台中李方艾美酒店), ist ein 30-stöckiger Wolkenkratzer in Taichung, Taiwan. Der Shr-Hwa International Tower hat eine strukturelle Höhe von 178 Metern.
Hier befindet sich die Le-Méridien-Gruppe, eine Kette von Luxushotels französischer Herkunft auf über 30 Etagen.
Das Gebäude befindet sich im Zentrum von Taichung, direkt gegenüber dem Bahnhof und ist das dritthöchste Gebäude der Stadt.